# 아이린 워스
아이린 워스(Irene Worth, 1916년 6월 23일 ~ 2002년 3월 9일)는 미국의 배우이다.

## 서훈
- 1975년 명예 대영 제국 훈장 3등급(honorary CBE, 외국인대상 정원외)

## 영화, 텔레비전
- 희생양 (1959년 영화)
- 니콜라스와 알렉산드라
- 죽음의 게임 (영화)
- 코리올레이너스
- 베를린의 밤은 깊어